# Sankt Jørgens Sogn (Svendborg)
 For alternative betydninger, se Sankt Jørgens Sogn. (Se også artikler, som begynder med Sankt Jørgens Sogn)
Sankt Jørgens Sogn er et sogn i Svendborg Provsti (Fyens Stift).
I 1800-tallet var Sørup Sogn, som hørte til Sunds Herred i Svendborg Amt, anneks til Sankt Jørgens Sogn, der lå i Svendborg Købstad, som kun geografisk hørte til herredet. Sankt Jørgens-Sørup sognekommune blev på et tidspunkt indlemmet i Svendborg Købstad, som ved kommunalreformen i 1970 blev kernen i Svendborg Kommune.
I Sankt Jørgens Sogn ligger Sankt Jørgens Kirke.
I sognet findes følgende autoriserede stednavne:
- Høje Bøge (areal, bebyggelse)
- Kogtved (bebyggelse)
- Sankt Jørgens (bebyggelse, ejerlav)
- Strandhuse (bebyggelse)